# Domarin
Domarin este o comună în departamentul Isère din sud-estul Franței, din regiunea franceză Rhône-Alpes. În 2009 avea o populație de 1.407 de locuitori. Domarin este situat în orașul Bourgoin-Jallieu-Sud, parte a districtului La Tour-du-Pin. Codul de zonă pentru Domarin este 38149 (cunoscut și sub denumirea de cod INSEE), iar codul poștal Domarin este 38300.
Geografia și harta Domarin:
Suprafața Domarin este de 2,99 km ². Latitudinea și longitudinea Domarin sunt de 45.586 grade Nord și 5.244 grade Est. Orașele din apropiere Domarin sunt: Saint-Alban-de-Roche (38300) la 2,00 km, Maubec (38300) la 2,49 km, Bourgoin-Jallieu (38300) la 2,67 km, Chèzeneuve (38300) la 3,01 km, Patru ( 38080) la 3,87 km, Crachier (38300) la 4,30 km, Meyrié (38300) la 4,42 km, L'Isle-d'Abeau (38080) la 4,55 km.
(Distanțele până la aceste orașe din apropierea Domarinului sunt calculate raza aeriana.
Populația și locuințele din Domarin:
Densitatea populației din Domarin este de 470,57 locuitori pe km². Numărul de locuințe din Domarin a fost de 575 în 2007. Aceste case din Domarin sunt formate din 548 de reședințe principale, 5 case secundare sau ocazionale și 22 de case libere.

## Evoluția populației
| An        | 1975 | 1982  | 1990  | 1999  | 2006  | 2009  |
| --------- | ---- | ----- | ----- | ----- | ----- | ----- |
| Populație | 846  | 1.253 | 1.382 | 1.428 | 1.414 | 1.407 |